# Setor de Defesa Aérea do Leste

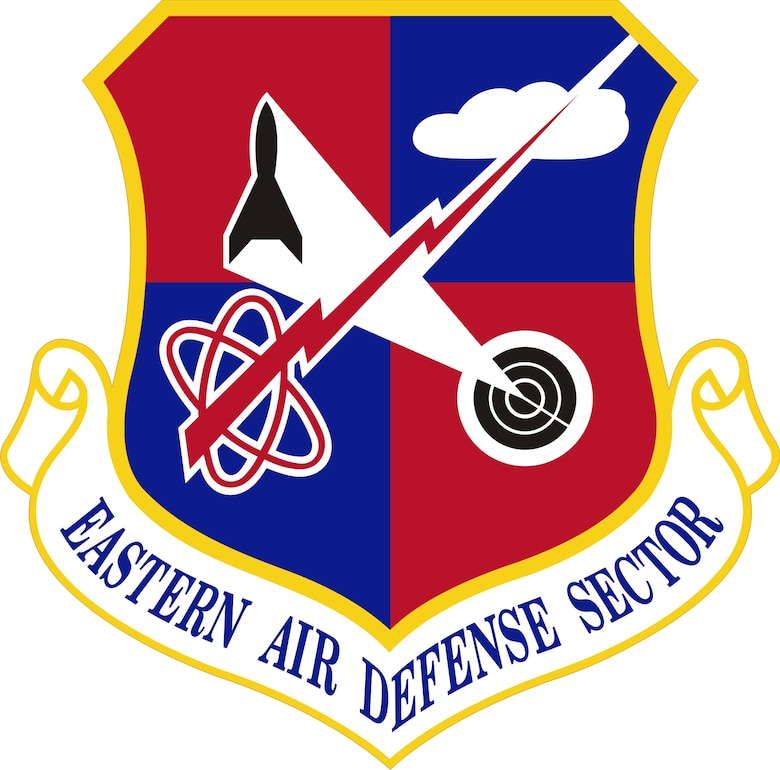
Emblema do Setor de Defesa Aérea do Leste.

O Setor de Defesa Aérea do Leste (EADS) é uma unidade do Comando de Combate Aéreo (ACC) da Força Aérea dos Estados Unidos, atribuída permanentemente ao Comando de Defesa Aeroespacial da América do Norte (NORAD). Uma organização militar conjunta e bi-nacional, a EADS é composta por forças militares dos Estados Unidos e do Canadá. Sua sede fica em Roma, Nova Iorque.
Em seu site oficial, o EADS define sua missão como: "Vamos detectar e derrotar qualquer tentativa de ataque aéreo na América."